# Lárnaka
Lárnaka  (görögül Λάρνακα, régiesen: Lárnax [Λάρναξ]) a Ciprusi Köztársaság egyik városa és a Lárnaka közigazgatási kerület központja, mely a sziget délkeleti partján található. Az ókorban Kítionnak (latinul Citium) hívták. A bibliai nevét (Kittim) az egész szigetre is használták. Az ország legnagyobb nemzetközi forgalmat is lebonyolító repülőtere, a Lárnakai nemzetközi repülőtér itt található.
A népessége 72 000 fő (2001), az ország második kereskedelmi kikötője és fontos turisztikai célpont. A várostól északra található a sziget olajfinomítója, míg délre a nemzetközi repülőtér. Lárnaka közismert a festői tengerpartjáról. Az események többsége a város sétányának környékére koncentrálódik a nagyobb fesztiválok alkalmával. A legfontosabb ezek közül a Kataklysmos, melyet kora nyáron ünnepelnek különböző kulturális eseményekkel.
Egy híres athéni hadvezér, Kimón, egy tengeri csatában halt meg, miközben a várost védte a Xerxész vezette perzsa had ellen. A halálos ágyán arra utasította tisztjeit, hogy titkolják el a halálát az emberei és a perzsák elől. Az idézet: A halálában is győztes volt – Kimonra utal. Az athéni Kimon szobra büszkén áll a modern Lárnaka tengerparti sétányán.
Ciprus más városaihoz hasonlóan Lárnaka is szenvedett a földrengésektől. A középkorban, amikor  kikötője eliszaposodott, a népesség Lárnakába költözött. A kikötő és a fellegvár mára eltűnt.

## Történelem
Lárnaka Ciprus legöregebb lakott városa. Egy legenda szerint az első települést Noé dédunokája, Kittim alapította. Ciprus más ókori városaihoz képest, amelyeket elhagytak a lakosaik,  Lárnaka a 6000 évvel ezelőtti alapításától kezdve ugyanott létezik.

### Ókor

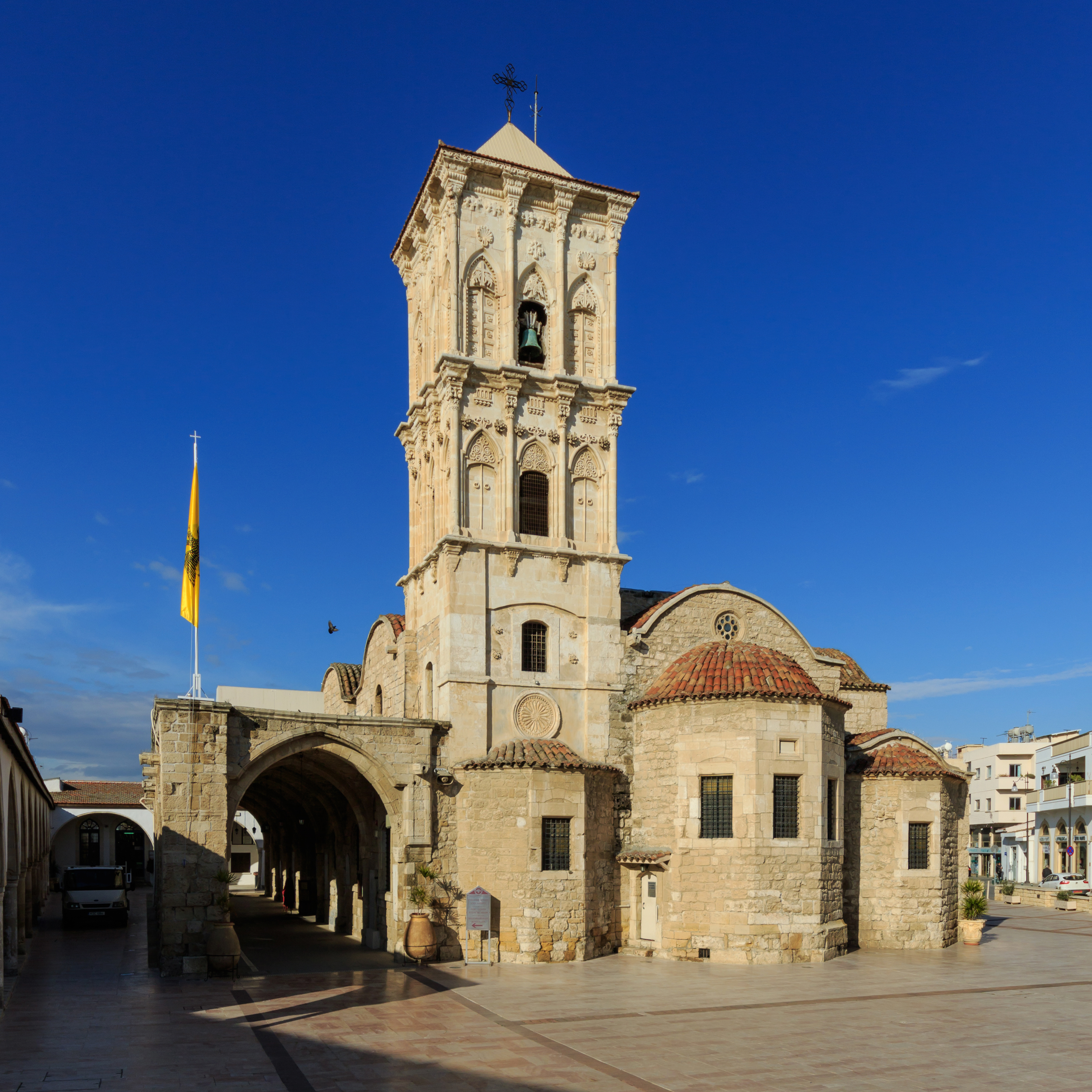
A Szent Lázár templom

Ciprus föníciai gyarmat volt, majd a görög birodalom részévé vált. Az ókori városrész a mai Lárnaka északi részén található. A legkorábbi leletek a mükénei korból származnak (i. e. 1400-1100) és egy égei gyarmatot jeleznek.
A város első püspöke az a Szent Lázár volt, akit Jézus az Újszövetség szerint feltámasztott. Lázár Kr. u. 45-63 között töltötte be a püspöki tisztet, és halála után itt temették el. Sírja fölött áll ma a Szent Lázár ortodox templom (Agios Lazaros). Altemplomában ma is megtekinthető a feltámasztott püspök sírja.

## Népesség
| Lakosok száma | 43 586 | 46 666 | 51 468 | 59 200 | 72 000 |
|               | 1992   | 2001   | 2015   | 2016   | 2023   |

## Turizmus
Lárnaka Ciprus egyik legnagyobb tengerparti üdülőhelye. 25 kilométernyi tengerpartja van. A Phinikoudes és a McKenzie part is kék zászlót kapott a tisztaságára.
Hat múzeuma a város központjában található. A nyári- és tengeri sportok űzésére is van lehetőség. A boltok nagy készlettel rendelkeznek és az orvosi ellátás jó színvonalú. A 'K-Cineplex' mozi 2001-ben nyitott, a város szélén található.
Sok étterem, tavernakávézó és bár van a városban, a hagyományos ír kocsmáktól kezdve a nemzetközi étteremláncokig. Ciprus ételspecialitása a 'meze', természetesen a városban is megtalálható. A kulturális élet gazdag, sok eseményt az önkormányzat szervez szinte naponta.
9500 hotelágy van a városban, ez a teljes sziget kapacitásának 10%-a. A lárnakai öböl mentén sok luxusszálloda épült és vannak apartmanok is, az olcsótól a drágáig különböző árakon. Az árak általában olcsóbbak, mint a sziget más részein. Lárnaka ideális kiindulóhely Ciprus felfedezéséhez. A nemzetközi repülőtér pár kilométerre fekszik a városközponttól, de szinte nem is hallani a le- és felszálló gépeket.

## Látnivalók
Lárnaka sok említésre méltó kulturális és természeti értékkel rendelkezik.

### Szent Lázár-templom
A templomot a 9. században építtette VI. Leó császár. Szent Lázár testét 890-ben találták meg ezen a helyen, de Konstantinápolyba vitték, ahonnan később Marseille-be került, így ma a templom altemplomában az üres szarkofág található.

### Tengerparti erőd
Az erődöt az oszmán fennhatóság alatt kezdték építeni 1625-ben. Az angol gyarmati időszakban a XX. századig használták börtönként és vesztőhelyként. Jelenleg múzeumként működik, ahol megtekinthetők a régi hadieszközök, és a kivégzésekre használt terem, illetve bejárhatók a tengerre kilátást adó falak is.

### XVIII. századi vízvezeték (Kamares)
A Bekir pasa-vízvezetéket – amely a Limassol felé vezető út mentén található – 1745-ben kezdték építeni a törökök, hogy javítsák a város vízellátását, és egészen 1939-ig használatban volt. Jellegzetessége, hogy boltívei nem szabályosak, nem azonos méretűek.

### Hala Sultan Tekke
Ezen a helyen van eltemetve Mohamed próféta nevelőanyja, Umm Haram. Az arabok ciprus elleni hadjárata során férjét követve 647-ben járt a szigeten, és a mai lárnakai mecset közelében halálos balesetet szenvedett. Sírja fölé 1760-ban emeltek kupolát. A mecset és minaret közelében forrás, mellette pedig a lárnakai sóstó található.
A komplexum a muzulmánok legfontosabb zarándokhelyei közé tartozik.

### Sóstó, a flamingók költőhelye
A Hala Sultan Tekke mellett található sóstó, amelyen tavasszal több ezer flamingót figyelhetünk meg. Cipruson több sóstó található, amelyek általában a madarak számára kedvelt költőhelyet, táplálékforrást jelentenek.

## Testvértelepülések
- Grúzia Poti, (1987)
- Egyesült Királyság Haringey, London (1987)
- Görögország Glyfada (1988)
- Franciaország Ajaccio, Korzika, (1989)
- Szlovákia Pozsony (1989)
- Görögország Lárisza (1990)
- Oroszország Novoszibirszk (1993)
- Magyarország Szeged (1993)
- Albánia Sarandë (1994)
- Görögország Pireusz (1995)
- Görögország Leros (2000)
- Görögország Elioupolis (2000)
- Ausztrália Marrickville, New South Wales (2007)

## Fordítás
- Ez a szócikk részben vagy egészben  a   Larnaca című angol Wikipédia-szócikk fordításán alapul.  Az eredeti cikk szerkesztőit annak laptörténete sorolja fel. Ez a jelzés csupán a megfogalmazás eredetét és a szerzői jogokat jelzi, nem szolgál a cikkben szereplő információk forrásmegjelöléseként.